# جيسيكا هيغدورن
جيسيكا هيغدورن (بالإنجليزية: Jessica Hagedorn)‏ (1949، مانيلا في الفلبين)؛ مؤلِّفة، كاتِبة مسرحية، شاعرة، موسيقية وروائية أمريكية.

## الجوائز
- زمالة غوغنهايم

## روابط خارجية
- جيسيكا هيغدورن على موقع ميوزك برينز (الإنجليزية)
- جيسيكا هيغدورن على موقع إن إن دي بي (الإنجليزية)
- جيسيكا هيغدورن على موقع ديسكوغز (الإنجليزية)